# Shiho Onodera
Shiho Onodera (小野寺 志保 Onodera Shiho?,  nacido el 18 de noviembre de 1973 en Kanagawa) es una exfutbolista japonesa que jugaba como guardameta.
Onodera jugó 23 veces para la selección femenina de fútbol de Japón entre 1995 y 2004. Onodera fue elegida para integrar la selección nacional de Japón para los Copa Mundial Femenina de Fútbol de 1995, 1999, 2003, Juegos Olímpicos de Verano de 1996 y 2004.

## Trayectoria

### Clubes
| Club             | País  | Año         |
| ---------------- | ----- | ----------- |
| Nippon TV Beleza | Japón | 1989 - 2008 |
| Yamato Sylphid   | Japón | 2014 - 2016 |

### Selección nacional
| Selección | País  | Año         |
| --------- | ----- | ----------- |
| Absoluta  | Japón | 1995 - 2004 |

## Estadística de equipo nacional
| Selección femenina de fútbol de Japón | Selección femenina de fútbol de Japón | Selección femenina de fútbol de Japón |
| Año                                   | Partidos                              | Goles                                 |
| ------------------------------------- | ------------------------------------- | ------------------------------------- |
| 1995                                  | 4                                     | 0                                     |
| 1996                                  | 4                                     | 0                                     |
| 1997                                  | 0                                     | 0                                     |
| 1998                                  | 2                                     | 0                                     |
| 1999                                  | 1                                     | 0                                     |
| 2000                                  | 2                                     | 0                                     |
| 2001                                  | 3                                     | 0                                     |
| 2002                                  | 2                                     | 0                                     |
| 2003                                  | 2                                     | 0                                     |
| 2004                                  | 3                                     | 0                                     |
| Total                                 | 23                                    | 0                                     |